# Стоа
Стоа или стоя (более распространенный вариант русскоязычного произношения) (греч. Στοά — «портик») — в античной архитектуре, длинная галерея-портик, обычно с одним-двумя рядами колонн и со стеной по одной из длинных сторон; крытая колоннада.
В Афинах была особенно известна расписная стоя (греч. στοα Ποικίλη), украшенная росписями Полигнота. Нередко стоа имела два ряда колонн, как например, в Пирее. Царская стоа (греч. Στοα βασίλειος или греч. βασιλική) в Афинах, в которой заседал архонт, была разделена тремя рядами колонн на 3 части (алеи), из которых средняя заканчивалась полукругом (греч. άψίς). Эта колоннада была прототипом римских базилик, которые от неё получили своё наименование. В древних Афинах название стоа имели многие здания, например, магазины, амбары. В 1950-е годы американцы воссоздали на агоре стою Аттала.